# Autoserica australis
Autoserica australis är en skalbaggsart som beskrevs av Louis Albert Péringuey 1904. Autoserica australis ingår i släktet Autoserica och familjen Melolonthidae. Inga underarter finns listade.